# Kulmule
Kulmule (Merluccius merluccius) er en bundlevende torskefisk i kulmulefamilien. Nogle beskrivelser regner den i stedet til torskefamilien.
Kulmulen bliver normalt ca. 80 cm lang og 3 kg, men kan blive op til 140 cm og 18 kg. Den lever på dybder over 1.000 meter 
Den er grå, gråblå eller gråsort i farven på ryggen, mens sidene og bugen er sølvgrå. Fisken har en næsten lige, lys sidelinje.
Kulmulen er en rovfisk, der bl.a. lever af sild. Den har sine levester i det østlige Atlanterhav og i Nordsøen og ind i Middelhavet.
Det er en vigtig konsumfisk, og fiskes intensivt af europæiske fiskere. 